# 斗亞蘭

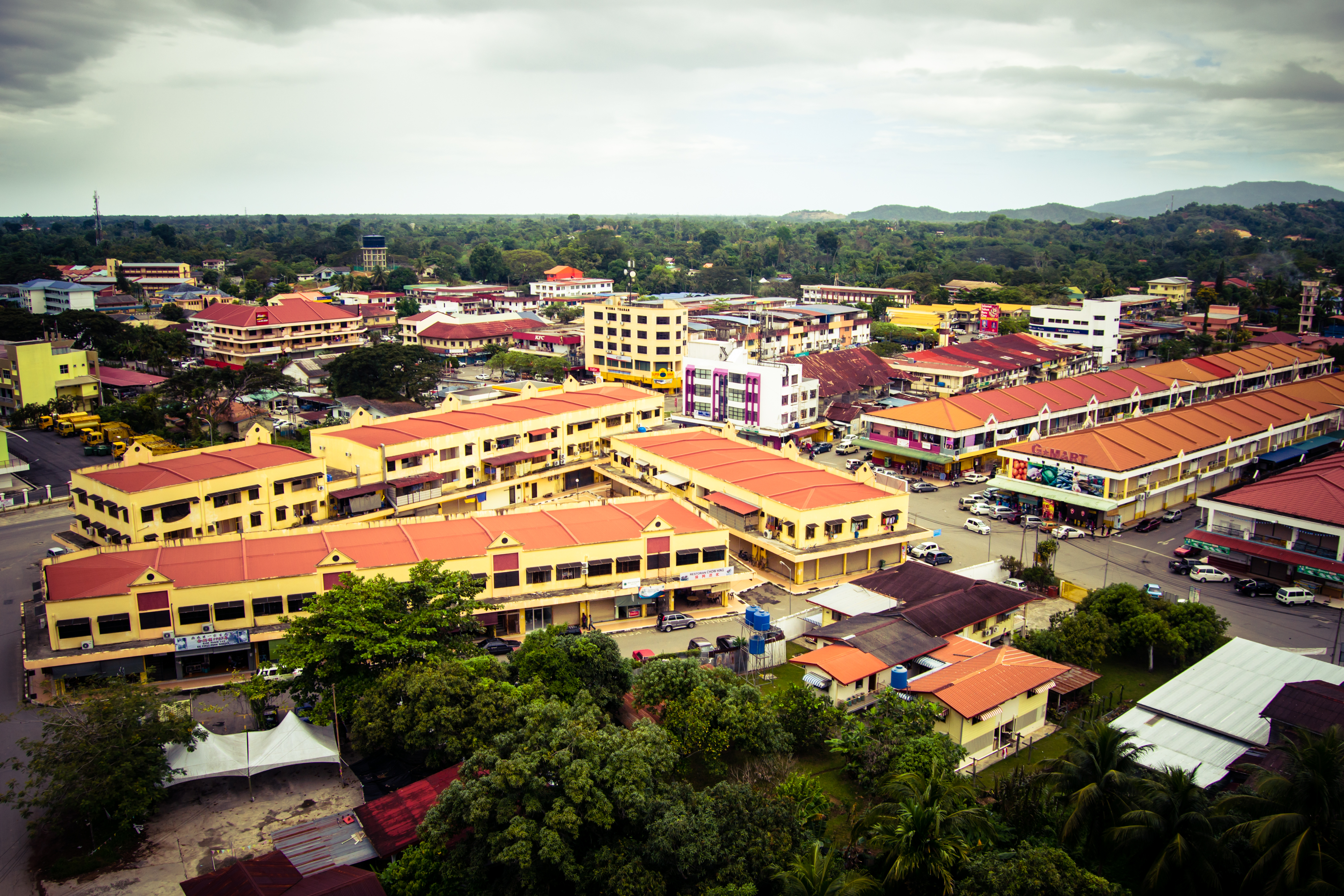
Tuaran

斗亞蘭（Tuaran），屬於馬來西亞沙巴州，位於斗亞蘭縣，是距離沙巴州首府亞庇約車程30分鐘的小鎮，該城鎮的主要產業為農產品交易。
該鎮四周多為稻田，可以遠望神山全景，風景宜人。居民有華人及土著如卡達山、巴夭人等。華人大多操客家話，年輕一代多用華語。

## 歷史
斗亞蘭的歷史可追溯到19世紀末。據當地華人口述，大約於1905年，由亞庇通往斗亞蘭鎭的第一條公路通車。開闢初期僅有23間板店。目前鎮上倖存四排古老木板店。 2011年，經由大馬建築師協會委員會的考察，其中一排古老板店是二戰前建造。
早期斗亞蘭鎭的華裔居民全部都是二戰結束後由亞庇、兵南邦、孟加達 （Menggatal）等地遷徙而來。

## 教育
振新小學（SJK Chen Sin）是斗亞蘭小鎮內唯一一間大型華文小學，創建於1964年，是由兩所華小（啟智學校和中華學校）因為學生人數不夠合併而成。1989年興建一座綜合大禮堂。2003年一座4層樓新校舍建竣。校內設有學生食堂、牙科保健室、質料室、科學室、球場之外，在2005年設立8間文化室。
聖約翰國民中學（S.M. St. John）是本縣最悠久的政府国中，建于1958年。學校創辦人是一位神父（Father Peter Windram），並擔任校長。多年來这所學校培養了不少人才，其中包括現任的州地方政府及房屋部部長。
肯特师范学院（Maktab Perguruan Kent）位於斗亞蘭的小山岡上，占地约18顷，創立於1951年。学院創辦人是沙巴州第一任教育司 Mr. R. Parry。肯特师范学院也是沙巴州第一所师範学院；它经历了两个朝代的管辖，那就是自英殖民地至国家独立。兴建师范学院的主要目的是为沙巴州的学校培训合格的教师。1952年10月18日由英國根德公爵夫人（Duchess Of Kent）主持開幕，并取名为肯特学院。除了擁有完善的硬体设备，該學院共有75位讲师分布在 10个系部工作，包括教育组、语文组、英语及华语组、数学组、社会研究组、回教及道德教育组、科技教育组、马来文组、学生事物组以及体育健康组。學院院長 是Puan Normah Binti Gagoh。副院长则是Tuan Hj. Chaming Bin Mohd Tahir。至2003年4月，本院已有一千多位的学员。

## 旅遊
近年政府致力將斗亞蘭縣發展成新的旅遊區，其旅遊景點包括: 
- 龍山廟九層寶塔：沙巴州政府推廣的旅遊景點之一，也是斗亞蘭地標之一。耗資三百萬元的”九層寶塔”於2005年9月26日落成。遊客們可登塔瞭望斗亞蘭全市鎮及郊外美景，尚可觀賞巍峨壯麗的神山景色。

- 斗亞蘭鱷魚園：於2006年1月22日開幕，耗資三百萬元的該園目前共有1,050隻鱷魚，包括許多稀有品種, 預料在未來幾年將增至5,000隻，以成為全國最多鱷魚公園之一。（目前位於山打根及浮罗交怡的鱷魚園各有5,000只鱷魚。）

- 香格里拉拉莎利雅酒店（Shangri-La Rasa Ria Resort）：擁有星級的海邊度假村，坐落在Pantai Dalit海灘，建於400英亩熱帶林地中央。酒店範圍內有自然保育區, 是婆羅洲唯一的自然保育區，由國家野生動物局和該酒店聯合興建这个自然保護區, 以保護天然環境及沙巴的珍貴野生動物，包括紅毛猩猩。

- 美夢成真度假村（Mimpian Jadi Resort）：另一座靠海的旅遊景點。

## 地方小食
這裡出名的是斗亞蘭麵，是一種本土自製的蛋麵，是遊客来到斗亞籣鎭必吃的食品。老一輩的人都不會忘記旺興的油條加椰，可惜今時今日已停業。

## 知名人物
来自斗亞蘭地区的知名人物包括：
- 已故拿督張天文：前州通訊及交通部長
- 已故拿督刘智新：前斗亚兰华人甲必丹
- 拿督Haji Hajiji Haji Noor：首席部長及經濟部長

## 外部連結
- 肯特師範學院簡介
- Shangri-La Rasa Ria Resort （页面存档备份，存于）
- 亞庇之行 （页面存档备份，存于）
- 美夢成真度假村 （页面存档备份，存于）